# Pierre Mathieu Joubert

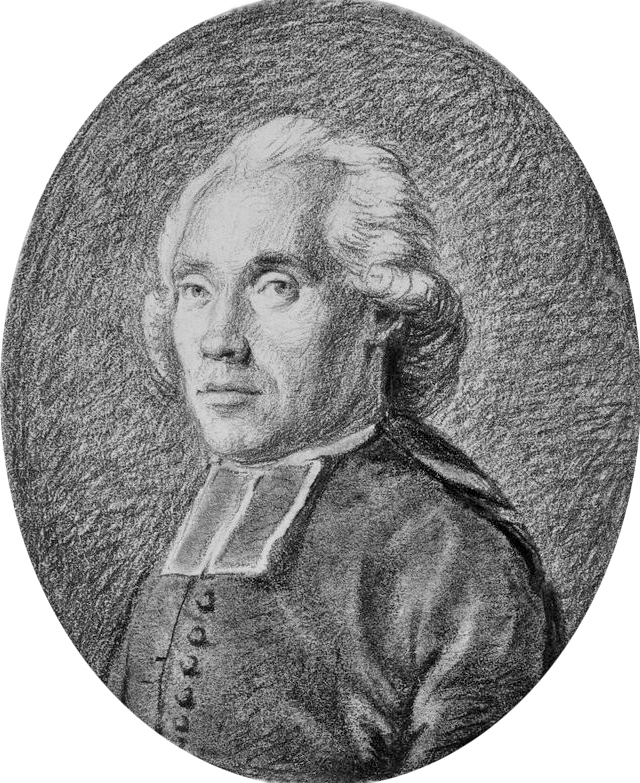
Pierre Mathieu Joubert

Pierre Mathieu Joubert (* 16. November 1748 in Angoulême, Frankreich; † 26. April 1815 in Paris) war ein katholischer Geistlicher, Bischof von Angoulême und Politiker der französischen Revolution.

## Leben
Pierre Mathieu Joubert kam am 16. November 1748 als Sohn des Arztes Roch Joubert und dessen Frau Louise Groleau in Angoulême zur Welt. Er durchlief eine kirchliche Ausbildung und wurde 1778 Pfarrer der Kirche Saint-Martin in Angoulême.
Am 28. März 1789 wurde er als einer der drei Vertreter des Klerus im Verwaltungs- und Wahlbezirk (sénéchaussée) des Angoumois in die im Mai 1789 von König Ludwig XVI. einberufenen Generalstände gewählt. Zuvor war bereits der Bischof von Angoulême, Philippe-François d’Albignac de Castelnau  (1742–1814) gewählt worden, der im Gegensatz zu Joubert ein entschiedener Verfechter der bestehenden Ordnung war. In der Frage, ob nach Ständen oder nach Köpfen abgestimmt werden sollte, stand Bischof Albignac kompromisslos in Opposition zur Abstimmung nach Köpfen, selbst als Sondergesandte aus Angoulême den Generalständen mitteilten, dass der dortige Klerus für die Abstimmung nach Köpfen sei. Joubert hingegen stimmte dafür. Am 16. Juni 1789 schloss er sich dem Dritten Stand an und war dann ab dem 17. Juni 1789 Mitglied der aus den Generalständen hervorgegangenen verfassunggebenden Nationalversammlung, der Konstituante. Als die Nationalversammlung am 12. Juli 1790 die Zivilverfassung des Klerus verabschiedete, stimmte Bischof Albignac wiederum dagegen, Joubert dafür. 
Albignac zog sich aus Protest auf sein Schloss Triadou in Peyreleau in Südfrankreich zurück und sandte am 24. Dezember 1790 einen Brief an die Verwaltung des Départements Charente, indem er sich weigerte, deren Anordnungen zu befolgen und sich der neuen Zivilverfassung des Klerus zu unterwerfen. Er wurde seines Amtes enthoben, und am 8. März 1791 wurde sein Gegenspieler Joubert, auf Vorschlag einer Wahlmännerkommission der Charente, von der Nationalversammlung mit 237 von 390 Stimmen zum Konstitutionellen Bischof des Départements Charente gewählt. Er wurde am 27. März in der Kathedrale Notre-Dame de Paris mit mehreren anderen neuen Bischöfen von Jean Baptiste Joseph Gobel, dem Konstitutionellen Erzbischof von Paris, geweiht.
Joubert amtierte nur bis zum 26. Dezember 1792. Dann trat er von allen seinen kirchlichen Ämtern zurück und entsagte der Kirche. Am 21. September 1793 heiratete er Marie Anne Geneviève Evrard. Das Bistum Charente blieb danach mehr als acht Jahre unbesetzt. Erst nach dem Abschluss des Konkordats von 1801 zwischen Papst Pius VII. und Napoleon wurde Dominique Lacombe im Juni 1802 neuer Bischof von Angoulême.
Joubert wurde zunächst Präsident des Rats der Präfektur des Départements Seine. Am 28. Oktober 1798 wurde er zum Geschäftsführer der am 18. Oktober 1798 vom Direktorium gerade wieder eingeführten Akzisebehörde von Paris ernannt. Vom 2. März 1800 bis zum 23. Januar 1801 war er der erste Präfekt des Départements Nord in Lille. Dann kehrte er nach Paris zurück, wo er bis zu seinem Tode als Generaldirektor der Akzise und Mitglied des Rats des Départements der Seine wirkte.
Pierre Mathieu Joubert starb in Paris am 26. April 1815. Er wurde auf dem Friedhof Père-Lachaise in Paris beigesetzt.

## Ehe und Nachkommen
Aus Jouberts am 21. September 1793 mit Marie Anne Geneviève Evrard (* 3. Januar 1770; † 23. Dezember 1840) geschlossenen Ehe stammten zwei Kinder:
- Claire (1794–1883), ⚭ Saint-Amand Bazard, Saint-Simonistische Frühsozialistin und Feministin
- Nicolas Roch Joubert, Direktor der Akzisebehörde von Paris